# Elektronický plašič
Elektronický plašič je elektronické zařízení, které slouží k odpuzování škůdců z chráněných prostor, ve kterých je plašič umístěn. Elektronické plašiče se vyrábějí jako zvukové plašiče, nebo ultrazvukové plašiče. Zvukový plašič generuje zvukové signály, které jsou pro člověka slyšitelné. Ultrazvukový plašič generuje ultrazvukové signály, které nejsou pro člověka slyšitelné. Signály generované plašičem soustavně obtěžují škůdce v prostoru ve kterém je plašič umístěn, takže by škůdci proti kterým je odpuzovač nasazen měli v krátkém čase tento prostor opustit.
Výhody elektronických plašičů jsou v bezpečnosti jak pro lidi, tak pro zvířata. 
Zvukově - vibrační typ elektronického plašiče se používá k ochraně půdy, například proti krtkům, hryzcům, hrabošům nebo hadům. Účinnost může být až 18 metrů . 